# Hexatoma microcera
Hexatoma microcera är en tvåvingeart som beskrevs av Alexander 1926. Hexatoma microcera ingår i släktet Hexatoma och familjen småharkrankar. Inga underarter finns listade i Catalogue of Life.